# Peritassa glabra
Peritassa glabra är en benvedsväxtart som först beskrevs av Albert Charles Smith, och fick sitt nu gällande namn av Lombardi. Peritassa glabra ingår i släktet Peritassa och familjen Celastraceae. Inga underarter finns listade.